# Kudlovice
Kudlovice är en ort i Tjeckien.   Den ligger i distriktet Okres Uherské Hradiště och regionen Zlín, i den östra delen av landet, 240 km öster om huvudstaden Prag. Kudlovice ligger 196 meter över havet och antalet invånare är 879.
Terrängen runt Kudlovice är varierad. Runt Kudlovice är det ganska tätbefolkat, med 111 invånare per kvadratkilometer. Närmaste större samhälle är Zlín, 18,7 km nordost om Kudlovice. Trakten runt Kudlovice består till största delen av jordbruksmark.